# Eón (gnosticismo)
En gnosticismo, un eón es cada una de las inteligencias eternas o entes divinos, de un sexo u otro, que en conjunto integran la plenitud de la divinidad suprema, de la cual emanan. Están dispuestos en una jerarquía descendente que llega hasta la materia.
En interpretaciones posteriores, entre los eones destacan el Eón Andrógino, principio del todo; el Eón Barbelo, emanación y manifestación femenina del primer eón; luego el demiurgo o Dios creador, causa del mundo material y del ser humano; y el Logos o Cristo, que es su instrumento de salvación.
El vocablo eón deriva en efecto del griego ηώς: aurora, oriente y por lo tanto alude literalmente al inicio del día, comienzo de todos los acontecimientos conocibles. El Gnosticismo, identificando en el tiempo un carácter fundamental y universal de la experiencia humana, vincula su comprensión con la posibilidad de trascenderlo hacia la dimensión ahistórica y eterna del Ser Supremo, morada, según los gnósticos, de todo lo plenamente y puramente racional. 
Otras acepciones de eón se relacionan con:
- Un concepto relativo a un tiempo magno -el supremo Eón - cuya duración comprende varias eras geológicas, las mayores de la tabla geocronológica. El eón cósmico abarca toda la historia del planeta Tierra.[1]

- Escritos en los cuales se alude principalmente al tiempo cuya eternidad es inmensurable según los alcances de la capacidad humana.